# Sonnenberg (Weimar)
Der Sonnenberg ist ein Bestandteil der einstigen Wüstungsflur Wallendorf bei Weimar.
Er liegt am Südhang des Tales des Lottenbaches. Im Norden wird es durch die Bundesstraße 7 begrenzt, die in Richtung Erfurt führt, beziehungsweise der Bahnlinie nach Nohra. Seine südliche Begrenzung machen die holozänen Auensegmente aus. Erste Erwähnung fand der Sonnenberg 1534/35, als er urkundlich Am Sonnenberge genannt wurde. Er wird gärtnerisch genutzt. Die Gartenanlage dehnte sich  bis zur Damaschkestraße aus. Der Hang liegt im Bereich des unteren Keupers, der aus Schiefertonen und bunten Letten besteht. Die sich westostwärts erstreckende Keuperscholle findet jenseits des Lottenbachs in den oberen Tonplatten des Muschelkalks an der Nordseite ihre Begrenzung.